# Sólo mía
Pour plus de détails, voir Fiche technique et Distribution.
Sólo mía est un film espagnol réalisé par Javier Balaguer, sorti en 2001.

## Synopsis
Une femme voit son mari commencer à adopter des comportements violents.

## Fiche technique
- Titre : Sólo mía
- Réalisation : Javier Balaguer
- Scénario : Javier Balaguer et Álvaro García Mohedano
- Photographie : Juan Molina
- Montage : Guillermo Represa
- Production : Juan Alexander
- Société de production : Star Line TV Productions, Televisión Española, Troto Internaciónal et Vía Digital
- Pays de production :  Espagne
- Genre : Drame
- Durée : 100 minutes
- Dates de sortie : 
  - Espagne : 31 octobre 2001

## Distribution
- Sergi López : Joaquín
- Paz Vega : Angela
- Elvira Mínguez : Andrea
- Alberto Jiménez : Alejandro
- María José Alfonso : la mère d'Ángela
- Beatriz Bergamín : la belle-sœur d'Ángela
- Asunción Balaguer : la tante d'Ángela
- Ginés García Millán : le frère d'Ángela
- Blanca Portillo : l'avocate
- Luis Hostalot : l'avocat
- Borja Elgea : Ramón
- Myriam De Maeztu : Jueza

## Distinctions
Le film a été nommé pour quatre prix Goya.